# Ginni Thomas
Ginni Thomas, née Virginia Lamp le 23 février 1957 à Omaha (Nebraska), est une avocate et une militante conservatrice américaine. Elle est en 2022, selon Le Monde, une figure controversée et l’une des femmes les plus influentes des États-Unis. 

## Biographie
Ginni Thomas commence sa carrière en travaillant pour le républicain Hal Daub (en) alors qu'il est membre de la Chambre des représentants des États-Unis. Après avoir obtenu son diplôme de la faculté de droit de l'université Creighton, elle travaille pour la Chambre de commerce des États-Unis, puis pour le département du Travail des États-Unis et comme assistante du républicain Dick Armey lorsqu'il est membre de la Chambre des représentants. 
Depuis 1987, elle est l'épouse de Clarence Thomas, juge associé de la Cour suprême des États-Unis depuis 1991. Le conflit d'intérêts avec l'activité de son époux est dénoncé,,,.
En 2000, elle rejoint la Heritage Foundation, où elle assure la liaison entre le groupe de réflexion conservateur et l'administration de George W. Bush. En 2009, elle fonde Liberty Central (en), une organisation à but non lucratif de défense des intérêts politiques conservateurs associée au mouvement Tea Party. Elle crée Liberty Consulting en 2010. Elle combat la réforme du système de santé de l'Obamacare. Elle rejoint, en 2019, le comité de direction du Council for National Policy, un groupe d’influence de droite dure.
Ginni Thomas soutient Donald Trump pendant sa présidence, offrant à l'administration des recommandations sur les personnes à embaucher grâce à son travail avec le groupe conservateur Groundswell, cherchant à introduire ses amis et alliés à des postes-clés. À la suite de la victoire de Joe Biden en 2020, elle exhorte à plusieurs reprises le chef de cabinet de Trump, Mark Meadows, à prendre des mesures pour renverser le résultat,,. Elle apporte un soutien précoce sur les médias sociaux au rassemblement de Trump qui précède l'attaque de janvier 2021 contre le Capitole des États-Unis, avant que les violences n'aient lieu, et elle s'excuse ensuite d'avoir contribué à un désaccord entre les anciens greffiers de son mari à la Cour suprême concernant cette émeute.